# Lymanský rajón (Doněcká oblast)
Lymanský rajón (ukrajinsky Лиманський район, do roku 2016 Krasnolymanský rajón, ukrajinsky Краснолиманський район) byl rajón v Doněcké oblasti na Ukrajině. Hlavním městem byl Lyman a rajón měl přibližně 22 tisíc obyvatel. 

## Sídla v rajónu
- Drobyševe
- Jampil
- Jarova
- Novoselivka
- Lyman